# Lex Cornelia de sicariis et veneficiis
Die Lex Cornelia de sicariis et veneficiis (hergeleitet aus „Dolchträger“; von lat. sica = Dolch und „Giftmischer“; von lat. veneficium = Giftmischerei, Vergiftung) war Bestandteil des sullanischen Reformpakets zur Strafrechtspflege (81 v. Chr.). Im Kern behandelte die lex Kapitalverbrechen, etwa Tötungsdelikte, worunter insbesondere Fälle des Meuchelmords und der Giftmischerei fielen, weiterhin Fälle von Brandstiftung und krimineller Bandenbildung. Der Katalog der Straftatbestände ging über die genannten Delikte noch hinaus. Neben der Tatvollendung waren vom Straftatbestand auch die Versuchsstrafbarkeit und die Tatteilnahme erfasst.
Das Gesetz stand den Strafbestimmungen der lex Cornelia de maiestate gegenüber. Diese fanden Anwendung bei politisch motivierten Straftaten. Eine Abgrenzung der beiden Delikte erfolgte wohl auch über die Unterscheidung zwischen Privat- und Offizialdelikten; die lex Cornelia de sicariis et veneficiis war dabei der Ahndung von Privatdelikten vorbehalten. Allerdings gab es Ausnahmen von diesen Regeln. Die gracchische Strafrechtsreform, die zweifellos einen öffentlich-rechtlichen Charakter aufwies, wurde nämlich durch die lex Cornelia de sicariis et veneficiis erfasst. Betroffen waren die sogenannten sempronischen Tatbestände der lex ne quis iudicio circumveniatur. Dazu lässt Cicero uns wissen, dass das Gesetzesbündel Bestandteil der lex Sempronia de capite civis war, bekannt auch als lex de provocatione („Gesetz über die Berufung“). Vornehmlich regelte das Gesetz das Provokationsrecht des Bürgers (unter Zuhilfenahme der Volksgewalt), um sich gegenüber Rechtsverletzungen durch Magistrate erwehren zu können. Die Transformation musste insoweit zu dogmatischen Überschneidungen führen.
Ciceros rhetorischer Kunstfertigkeit bei der Auslegung von Gesetzen entlockt Wolfgang Kunkel, dass politisch motivierte Straftaten, so etwa die „aktive Richterbestechung“ oder die „Ablegung falschen Zeugnisses“, als Tatbestände eines neu geschaffenen Teils der lex Cornelia de sicariis et veneficiis zu betrachten sind. Folgt man Ciceros Auslegung, war vormals allein die „passive Richterbestechung“ strafbar. In allen Fällen war die Kapitalquästion vorgesehen.
Das Gesetz stellte teilweise auch Regeln zum Strafprozess auf. So zeitigten die fehlerhafte Auslosung der Geschworenen oder die Verletzung von Vorschriften für den zu leistenden Eid rechtliche Konsequenzen. Friedrich Schulin, ein Vertreter der älteren rechtgeschichtlichen Forschung, geht davon aus, dass die lex Cornelia de iniuriis ein einzelnes Kapitel der lex Cornelia de sicariis et veneficiis war.
Aus einer Verurteilung nach dem Gesetz mussten Freie mit der Landesverweisung (aquae et ignis interdictio) rechnen, auch die Todesstrafe war als Rechtsfolge vorgesehen. Mit der Sanktion des Todes waren Sklaven regelmäßig konfrontiert. Verwandtenmord (parricidium) wurde auch mit der Hinrichtungsform des Säckens (poena cullei) geahndet. Zur Sicherstellung einer verhängten Todesstrafe, nahm der Magistrat den Verurteilten in Vollstreckungshaft, um der Fluchtgefahr entgegenzutreten.